# 斯塔蒂夫奇内
49°35′34″N 38°48′57″E / 49.59278°N 38.81583°E
斯塔蒂夫奇內（烏克蘭語：Стативчине）是位於烏克蘭東部的村莊，由盧甘斯克州斯瓦托韋區的比洛庫拉基內市鎮負責管轄。該村始建於1947年，面積0.63平方公里，海拔高度166米，2001年人口156。